# Indiase grasrietzanger
De Indiase grasrietzanger (Graminicola bengalensis) is een zangvogel uit de familie Pellorneidae.

## Verspreiding en leefgebied
Deze soort komt voor in natte graslanden in zuidelijk Nepal, noordelijk en noordoostelijk India, zuidelijk Bhutan en noordelijk Bangladesh.

## Status
De grootte van de populatie is in 2016 geschat op 2500-10.000 volwassen vogels. De populatie is vrij klein en neemt af door habitatverlies. Op de Rode lijst van de IUCN heeft deze soort daarom de status gevoelig.